# 23 km (obwód leningradzki)
23 km (ros. 23 км) – przystanek kolejowy w pobliżu miejscowości Lubyni, w rejonie wołchowskim, w obwodzie leningradzkim, w Rosji. Położony jest na linii Wołchow – Czudowo.